# Provozovna
Provozovna je definována v § 17 zákona č. 455/1991 Sb., o živnostenském podnikání (živnostenský zákon), pro daňové účely také v zákoně č. 235/2004 Sb., o dani z přidané hodnoty. Své provozovny si podle zákona č. 312/2006 Sb. a jeho prováděcí vyhlášky č. 355/2013 Sb. mohou zřídit i insolvenční správci.  
Provozovnou se pro účely živnostenského zákona rozumí prostor, v němž je živnost provozována. Za provozovnu se považuje i automat nebo obdobné zařízení sloužící k prodeji zboží nebo poskytování služeb a mobilní provozovna.  
Na žádost živnostenského úřadu je podnikatel povinen prokázat právní důvod pro užívání provozovny; to neplatí pro mobilní provozovny a automaty. Je-li provozovna umístěna v bytě a není-li podnikatel vlastníkem tohoto bytu, může v něm provozovat živnost pouze se souhlasem vlastníka. U mobilních provozoven je podnikatel povinen na žádost živnostenského úřadu prokázat oprávněnost umístění provozovny. 

## Označení provozovny
Provozovna dle živnostenského zákona, ať už se jedná o stálou provozovnu, mobilní provozovnu nebo automat, se označuje identifikačním číslem osoby (IČO), dále jménem a příjmením u fyzické osoby a názvem u právnické osoby. Stálá provozovna určená pro přímý kontakt se spotřebitelem musí být ještě označena provozní dobou a osobou odpovědnou za provozovnu. Mobilní provozovnu je potřeba označit adresou sídla podnikatele a osobou odpovědnou za provozovnu. Automat musí být označen adresou sídla podnikatele. Za neexistující nebo neúplné označení provozovny hrozí podnikateli pokuta do výše 100 tisíc Kč.

## Podnikatelská činnost v provozovně
Zahájení činnosti v provozovně a ukončení činnosti v provozovně musí podnikatel předem oznámit živnostenskému úřadu. Jestliže tak neučiní, hrozí mu pokuta až výše 100 tisíc Kč. Podnikatel při případné kontrole musí prokázat vztah k provozovně, ať už vlastnický, nebo užívací. Dále musí na žádost prokázat stavební způsobilost a splnění dalších právních předpisů (hygienické, požární apod.).
Podnikatel s provozovnou určenou pro přímý kontakt se spotřebitelem musí zajistit, aby v prodejní době byla v provozovně osoba znalá českého příp. slovenského jazyka. Podle zákona č. 634/1992 Sb., o ochraně spotřebitele, platí, že zde po celou provozní dobu musí být pracovník pověřený vyřizovat reklamace. 